# ARIEL
Atmospheric Remote-sensing Infrared Exoplanet Large-survey ( ARIEL ) är ett rymdteleskop och det fjärde medelklassuppdraget i ESA:s Cosmic Vision-program. Uppdraget syftar till att observera minst 1000 kända exoplaneter med hjälp av transitmetoden, studera och karakterisera planeternas kemiska sammansättning och termiska strukturer. Jämfört med rymdteleskopet James Webb kommer ARIEL att ha mer tillgänglig observationstid för planetkarakterisering men använder ett mycket mindre teleskop. Uppskjutning av ARIEL förväntas 2029 ombord på en Arianespace Ariane 6 tillsammans med Comet Interceptor.